# Carlo Porta
Carlo Antonio Melchiore Filippo Porta (15. června 1775, Milán – 5. ledna 1821, tamtéž) byl nejvýznamnější italský romantický nářeční básník, píšící v milánském dialektu, vycházejícím z lombardštiny.

## Život
Pocházel z úřednické rodiny, studoval v semináři v Monze a pak v Miláně. Protože byl jeho otec byl velkým příznivcem habsburské monarchie, donutilo ho roku 1798 francouzské tažení do Itálie přerušit studium a přestěhovat se k bratrovi do Benátek, které připadly Rakouskému císařství, a pracoval zde jako úředník finanční správy. Roku 1799 se ale vrátil do Milána a následně zde pracoval jako úředník. Roku 1806 se oženil s Vincenzou Prevostiovou, zámožnou vdovou po bývalém ministrovi Cisalpinské republiky, a měl s ní dva syny a dvě dcery.

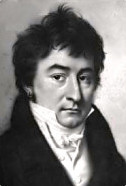
Carlo Porta

Studium v semináři mu zajistilo kvalitní vzdělání, ale zároveň v něm vyvolalo sklon k antiklerikalismu a silné sociální cítění. První verše začal psát v roce 1790, ale jen málo z nich vyšlo před rokem 1810. Ve svém vrcholném období psal veršované novely s realistickými lidovými typy a ostré satiry na šlechtu a klér. S mimořádnou pozorovatelskou vlohou a biedermeierskou poetikou v nich líčí život aristokracie a jejího služebnictva, drobného kněžstva i prostého lidu a kritizuje pověry a náboženské pokrytectví. Pro jeho dílo si ho vážili a k jeho přátelům patřili mnozí jeho současnicí (například Ugo Foscolo, Alessandro Manzoni, Tommaso Grossi nebo Stendhal).
Zemřel při záchvatu dny a byl pochován na milánském hřbitově San Gregorio. Hrob byl při likvidaci hřitova ztracen, ale jeho náhrobní deska je zachována v kryptě kostela.

## Dílo
- Brindes de Meneghin all'Ostaria (1810).

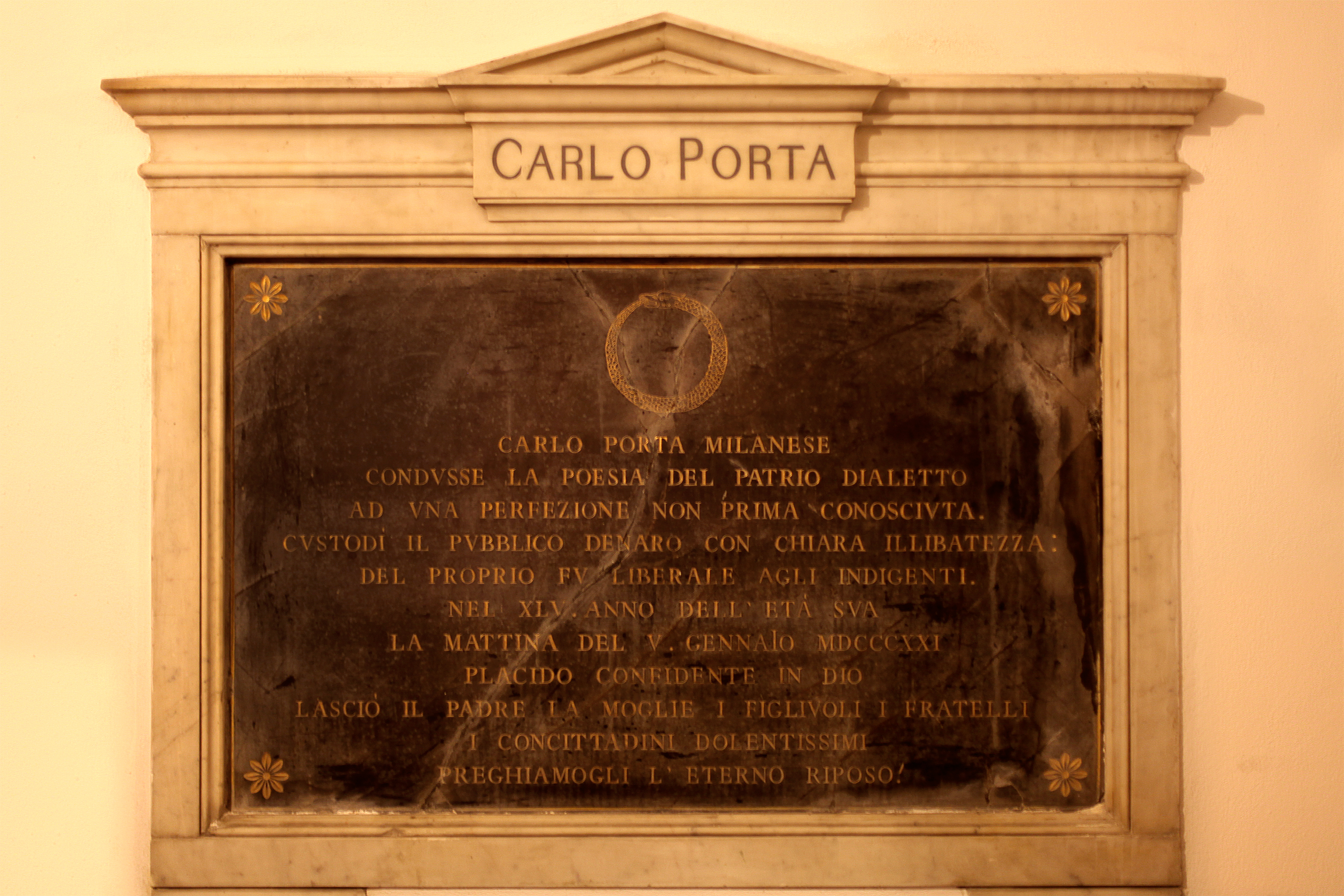
Básníkova náhrobní deska v kryptě kostela San Gregorio v Miláně

- Dormiven dò tosann tutt dò attaccaa (1810).
- La mia povera nonna la gh'aveva (1810).
- Epitaffi per on can d'ona sciora marchesa (1810).
- E daj con sto chez-nous, ma sanguanon (1811).
- Desgrazzi de Giovannin Bongee (1812, Trampoty Giovannina Bongeeho).
- Quand vedessev on pubblegh funzionari (1812).
- I paroll d'on lenguagg, car sur Gorell (1812).
- On Miracol (1813).
- Fraa Zenever (1813, Bratr Zenever).
- Fraa Diodatt (1814, Bratr Diodatt).
- Olter desgrazzi de Giovannin Bongee (1814, Další trampoty Giovannina Bongeeho).
- Paracar che scappee de Lombardia (1814).
- Marcanagg i politegh secca ball (1815).
- La Ninetta del Verzee (1815, Ninetta z Verziere), žalostný příběh prostitutky.
- El lament del Marchionn di gamb'avert (1816, Nářek Marchionna s křivýma nohama).
- El viagg de Fraa Condutt (1816, Cesta bratra Condutta), satira.
- El sarà vera fors quell ch'el dis lu (1817).
- La nomina del Cappellan (1819, Jmenování kaplana), satira.
- El Romanticismo (1819, Romantismus), polemická báseň s představiteli klasicismu.
- La guerra di pret (1820, Válka kněží), satira.
- Offerta a Dio (1820).
- Meneghin biroeu di ex monegh (1820).
- Poesie (1821, Básně), soubormé vydání.